# Crkva sv. Ciprijana u Gatima
Crkva sv. Ciprijana u Gatima (područje Grada Omiša) skupa s grobljem čini cjelinu koja je zaštićeno kulturno dobro

## Opis
Župna crkva sv. Ciprijana smještena je na sjevernom dijelu seoskog groblja u Gatima. Nova barokna crkva podignuta je sredinom 18. stoljeća iznad starokršćanske i srednjovjekovne, što ukazuje na kontinuitet kultnog mjesta od kasnoantičkog vremena. Jednobrodna je sa zvonikom na pročelju. Presvedena je prelomljenim svodom koji je ojačan kamenim pojasnicama na konzolama. Trijumfalni luk ima zaglavni kamen u obliku ljudske glave. Ostaci starokršćanske crkve kvadratičnog tlocrta s narteksom i ophodnim hodnikom oko trolisnog svetišta jedinstveni su na našem području po svom obliku i ukrasu. Za kasnosrednjevjekovnu crkvu vezuje se groblje sa stećcima i pločama.

## Zaštita
Pod oznakom Z-5595 zavedena je kao nepokretno kulturno dobro - pojedinačno, pravna statusa zaštićena kulturnog dobra, klasificirano kao "sakralna graditeljska baština".